# Half Moon Crater
Half Moon Crater är ett berg i Antarktis. Det ligger i Östantarktis. Nya Zeeland gör anspråk på området. Toppen på Half Moon Crater är 143 meter över havet.
Terrängen runt Half Moon Crater är kuperad söderut, men österut är den platt. Havet är nära Half Moon Crater åt nordväst.  Trakten är glest befolkad. Närmaste befolkade plats är McMurdo Station, 5,4 kilometer söder om Half Moon Crater. 